# 1174 dans les croisades
Cette page regroupe les évènements concernant les Croisades qui sont survenus en 1174 :
- 15 mai : mort de Nur ad-Din[1].
- 11 juillet : mort d'Amaury Ier, roi de Jérusalem. Son fils Baudouin IV lui succède, sous la régence de Raymond III de Tripoli[1].
- 15 juillet : Baudouin IV le Lépreux est couronné roi de Jérusalem[2].
- 28 juillet : Guillaume II de Sicile débarque en Égypte et assiège Alexandrie, comptant sur le soutien d'Amaury Ier de Jérusalem, mort depuis 17 jours. Il est repoussé par Saladin[3].
- mort de Gautier de Saint-Omer, prince de Galilée[4].
- 1er octobre : Raymond III, comte de Tripoli épouse Echive de Bures, princesse de Galilée[4].
- octobre : assassinat de Miles de Plancy, seigneur d'Outre-Jourdain et régent du royaume de Jérusalem[4].
- 27 novembre : Saladin, vizir d'Égypte, s'empare de Damas[1].
- 10 décembre : Saladin prend Homs au zengide Al-Salih Ismail al-Malik[5]
- 28 décembre : Saladin prend Hama au zengide Al-Salih Ismail al-Malik[5]
- Assassinat de Mleh, prince de l'Arménie cilicienne. Son neveu Roupen III lui succède[1].
- Amaury II de Lusignan épouse Echive d'Ibelin[4].